# Tole extans
Tole extans är en kräftdjursart som först beskrevs av Barnard 1914B.  Tole extans ingår i släktet Tole, ordningen gråsuggor och tånglöss, klassen storkräftor, fylumet leddjur och riket djur. Inga underarter finns listade i Catalogue of Life.